# Кристовскис, Гиртс Валдис
Гиртc Валдис Кристовскис (латыш. Ģirts Valdis Kristovskis; род. 19 февраля 1962, Вентспилс) — латвийский политический деятель. Один из основателей «Клуба-21» («Klubs-21»). Бывший министр иностранных дел, обороны и внутренних дел Латвии. Депутат Рижской и Вентспилсской Думы (1989—1994), Верховного Совета Латвии и 5, 6, 7, 8 и 10 Сейма Латвии. Председатель правления объединения Единство и партии «Гражданский союз». Депутат Европейского парламента (6 созыв, 2004—2009). Начальник штаба Земессардзе (1991—1993). С 2016 года работает на швейцарского адвоката Рудольфа Мерони, контролирующего большую часть предприятий Вентспилсского порта.

## Биография
Закончил Зурскую восьмилетку в Вентспилсском районе, затем Вентспилсскую среднюю школу № 1. Поступил в Рижский политехнический институт, где получил диплом инженера-строителя. В 1984—1989 годах работал в Межколхозном производственно-снабженческом предприятии.
В конце 1980-х подключился к политической деятельности, вступил в Клуб защиты среды и Латвийский Народный фронт, в 1989 году став руководителем его Вентспилсского отделения. В 1990 году баллотировался на выборах в Верховный Совет Латвийской ССР, был избран и 4 мая 1990 года проголосовал за декларацию «О восстановлении независимости Латвийской Республики».
В 1991 году претендовал на пост мэра Вентспилса и проиграл борьбу Айвару Лембергу.
С 1991 по 1993 год был начальником штаба Земессардзе — военного ополчения Латвии.
В 1993 году стал одним из учредителей влиятельного Клуба-21, а затем либеральной партии «Латвийский путь». По списку этой партии был избран в 5-й Сейм. Стал министром внутренних дел в правительствах Валдиса Биркавса и Мариса Гайлиса. В 1994 году был освобождён от должности за то, что в его бытность министром был допущен массовый побег заключённых из Гривской тюрьмы. Восстановил мандат депутата Сейма, но через год сложил его, чтобы отправиться на учёбу в США.
В 1996 году неудачно баллотировался в 6 Сейм, однако всё же стал депутатом, когда его однопартийка Айя Поча была назначена министром.
В 1998 году окончил магистратуру Латвийского университета по юриспруденции.
В то же году вышел из «Латвийского пути» и перешёл в национально-радикальную партию «Отечеству и свободе/ДННЛ», примкнув также к её фракции в парламенте. От этой партии избирался в 7-й и 8-й Сейм, а также стал министром обороны в правительстве Вилиса Криштопанса, а позже сохранил этот пост в кабинетах Андриса Шкеле, Андриса Берзиньша и Эйнара Репше.
В 2004 году избран в Европарламент от своей партии.
4 февраля 2008 года в результате длительных разногласий с коллегами по партии Кристовскис вышел из «Отечеству и свободе». В апреле 2008 года он вместе с Сандрой Калниете и другими перебежчиками из «Отечеству и свободе» и «Нового времени» создал новую партию — «Гражданский союз», став заместителем её председателя. После избрания Сандры Калниете в Европарламент стал председателем партии.
На выборах 2009 года был избран в Рижскую думу и претендовал на пост мэра, но проиграл Нилу Ушакову. До избрания в Сейм руководил фракцией «Гражданского союза» в Рижской думе.
16 марта 2010 года избран председателем вновь созданной партии «Единство», 2 октября избран в 10-й Сейм.
3 ноября стал министром иностранных дел в правительстве Валдиса Домбровскиса.
В марте 2011 года в порядке ротации передал поста председателя «Единства» Солвите Аболтине.
Осенью 2011 года неудачно баллотировался на выборах в 11 Сейм: будучи лидером рижского списка, получил больше всего вычёркиваний и переместился на последнее место в списке.
Работал помощником своего однопартийца, евродепутата Карлиса Шадурскиса.
13 мая 2016 года создал фирму GVK consulting, которая уже 16 мая заключила многотысячный контракт с вентспилсским предприятием «Вентбункерс», контролируемым оппонентом мэра Вентспилса, швейцарским адвокатом Рудольфом Мерони. В 2017 году Кристовскис избран в Вентспилсскую думу от блока оппозиции, включающего партию «Единство». Kак депутат, он в 2017 году заработал 2657.90 евро, однако намного больше ему принесли консультации «Вентбункерсу» (14 тысяч в виде зарплаты и 44081 eвро дивидендов). В 2018 году зарплата депутата Кристовскиса составила 4708.59 eвро, доходы от консультаций — свыше 50 тысяч.
Кристовскис баллотировался на выборах в Европарламент в 2019 году, но не прошёл.
В декабре 2019 года после объявления санкций против А.Лемберга правительство К.Кариньша учредило для управления Вентспилсским свободным портом предприятие «Вентас оста» (Порт Венты), назначив его руководителем Кристовскиса.

## Оценка и критика
Мэр Вентспилса Айварс Лембергс назвал министра Кристовскиса «мракобесом и в глубине души крайне антидемократичным человеком».
Депутат Сейма Айнарс Шлесерс назвал Кристовскиса «ксенофобом № 1 во всей Европе».
Германский журналист-международник, директор Центра при Германском Совете по внешней политике Александр Рар так прокомментировал голосование в Сейме Латвии в поддержку Гиртса Кристовскиса: «воззрения нового министра иностранных дел Латвии Гиртса Валдиса Кристовскиса говорят о том, что он дурно воспитан и у него расистские взгляды».
Международное правозащитное движение «Мир Без Нацизма» с возмущением осудило решение Латвийского парламента отклонить предложение оппозиции о выражении недоверия и смещении с Гиртса Валдиса Кристовскиса, замешанного в громком скандале с откровенно фашистскими, ксенофобскими высказываниями в адрес русских, назвав его «одиозной персоной» и ксенофобом, а его мировоззрение тенденциозным.
Представитель оппозиционного «Центра согласия» Сергей Мирский утверждал, что Кристовскис и в прошлом допускал русофобские заявления.

## Резонансная история вокруг переписки со Слуцисом
На следующий день после вступления в должность в качестве министра иностранных дел, в интернете Лато Лапсой была опубликована частная переписка Кристовскиса и американского врача-эмигранта Слуциса. В электронном письме Кристовскису Слуцис написал, что «не мог бы лечить русских так же, как латышей». В ответном письме (по заявлению министра, он отвечал на другое письмо) Кристовскис полностью соглашается с мнением товарища по партии: «Согласен с твоей оценкой и видением». Слуцис пишет, что «русских в мире становится меньше, но Латвия — единственная страна, включая Россию, где русские идут вперёд», Кристовскис подчёркивает, что «Гражданский союз» «ни на секунду не отступал от защиты интересов латышей». По данным ряда изданий, министр Кристовскис в переписке с американским врачом нацистских взглядов поддержал идеи врачебного геноцида русских, лишения их гражданства, репатриации из страны и территориальных претензий к России. Партии «Центр согласия», «За лучшую Латвию» и «Латвии и Вентспилсу» призвали Кристовскиса подать в отставку. Организация «Местные» провела одиночный пикет напротив посольства Латвии в Москве.[значимость факта?] Коалиция в Сейме Латвии поддержала Кристовскиса и проголосовала против его отставки.

## Личная жизнь
Мастер спорта в метании копья. Женат на актрисе Национального театра Илзе Рудолфе. Президент общества легкоатлетов Латвии, член Латвийского олимпийского комитета.
Двоюродный дядя Кристовскиса — советский скульптор Леонид Кристовский.

## Публикации
- «Nacionālā drošība Latvijas parlamentārās demokrātijas apstākļos» (1999)